# Mihran Harutyunyan
Mihran Harutyunyan, född den 25 mars 1989 i Armavir, är en Armenisk brottare.
Han tog OS-silver i weltervikt i samband med de olympiska tävlingarna i brottning 2016 i Rio de Janeiro.